# Frullania obscura
Frullania obscura là một loài rêu tản trong họ Jubulaceae. Loài này được (Sw.) Dumort. miêu tả khoa học lần đầu tiên năm 1835.